# Benny Hinn
Benny Hinn, född 3 december 1952 i Jaffa i Israel, är en amerikansk helandeevangelist. Hans föräldrar föddes i dåvarande Palestina och hade palestinsk och grekisk bakgrund. 
Hinn reser över hela världen och anordnar stora väckelsemöten. Han inspirerades till detta efter att ha sett Kathryn Kuhlman. Han har även skrivit ett flertal böcker, bland annat Godmorgon, helige Ande. Hinn räknas till den amerikanska trosrörelsen och predikar framgångsteologi.
År 1989 hade han väckelsekampanj med svenske evangelisten Roger Larsson i Helsingfors.
År 2001 anklagades Hinn i en HBO-dokumentär, A Question of Miracles, för att med hjälp av falska mirakel samla in donationer under sina massmöten. Hinn har också fått kritik för falska profetior, såsom att Fidel Castro skulle dö under 1990-talet och att Gud skulle förgöra de homosexuella i USA under samma årtionde. I sin bok God morgon, Helige ande påstår Hinn att hans far var borgmästare i Jaffa, ett påstående vars sanningshalt ifrågasatts.
Benny Hinn Ministries har bland annat samlat in pengar till ett Gulfstream IV-flygplan som Hinn använder sig av. Han anges (2019) ha en personlig förmögenhet på 25 miljoner dollar.
Hinn har publicerat flera böcker, bland annat God morgon, helige ande, självbiografin He Touched Me och en biografi om Kathryn Kuhlman.